# 王倩 (射击运动员)
王倩（1993年6月30日—），陕西咸阳人，中国国家射击队运动员，主攻气手枪项目。

## 战绩
王倩于2010年进入陕西省省队，加入省队一段时间后，她的成绩有所起伏，尽管如此省队仍然没有放弃她。王倩和两届奥运金牌得主郭文珺是省队队友。王倩先前不太出名，后来她在2017年全国运动会上夺得铜牌，她才开始为外界所知。
全国运动会后，王倩正式加入国家队。2018年雅加达亚运会射击比赛中，王倩在女子10米空气手枪项目上凭借最后两枪的稳定发挥以及对手在关键时刻的失误，以240.3分总成绩，获得这个项目的金牌。亚运结束后，王倩随队征战世锦赛，她在自身所参加的两个奥运项目中都进入前四名，帮助国家队获得两个项目的奥运席位。
2021年3月24日，2021年中国射击步手枪项目东京奥运会最终队伍选拔赛（第四场）在广东省黄村体育训练基地举行，王倩以190分的积分获得东京奥运会10米气手枪混合团体项目参赛资格。4月27日，何正阳与王倩搭档参加全国射击冠军赛(手枪项目)，获得10米气手枪混合团体项目铜牌。7月，王倩和何正阳搭档参加2021年东京奥运会团体10米气手枪项目，第二轮资格赛为380名位列第六，未能晋级。